# Болотово (Великолукский район)
Болотово — деревня в Великолукском районе Псковской области России. Входит в состав Лычёвской волости.

## География
Расположена в центре района к юго-востоку от границы Великих Лук и к востоку от волостного центра Лычёво.

## Население
| 2001 | 2002 | 2010 |
| ---- | ---- | ---- |
| 45   | ↘44  | ↗57  |

Численность населения деревни по состоянию на начало 2001 года составила 45 жителей.

## Известные уроженцы
Дмитрий Лаптев (1701—1771) — русский полярный исследователь.